# Oligonychus santoantoniensis
Oligonychus santoantoniensis är en spindeldjursart som beskrevs av Fabiola Feres och Flechtmann 1995. Oligonychus santoantoniensis ingår i släktet Oligonychus och familjen Tetranychidae. Inga underarter finns listade i Catalogue of Life.